# Sołtysia Skała (Pieniny Czorsztyńskie)

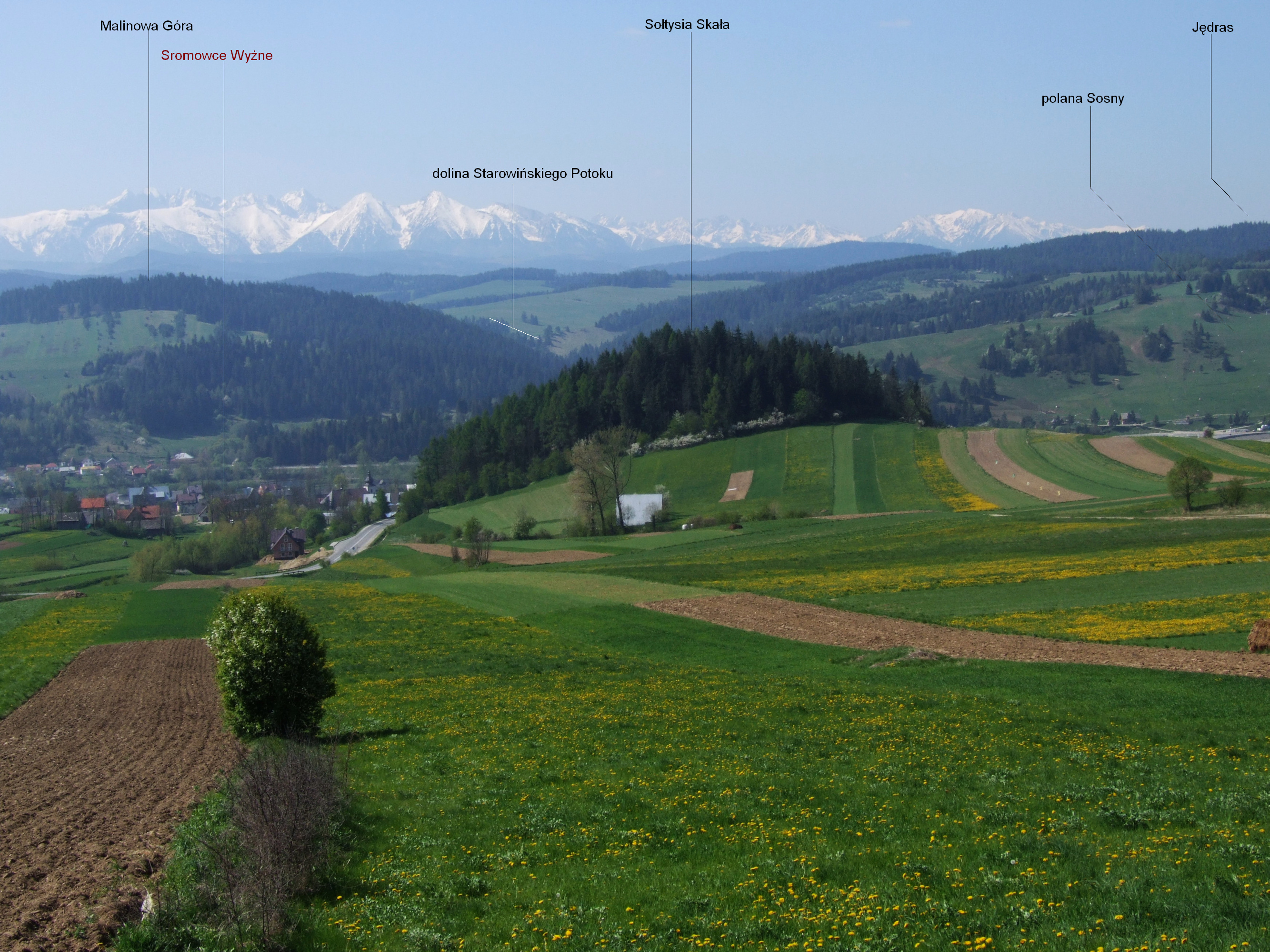
Widok z punktu widokowego przy drodze Krośnica – Sromowce Wyżne

Sołtysia Skała (582 m n.p.m.) – niewielkie wzgórze w Pieninach Czorsztyńskich nad Sromowcami Wyżnymi. Znajduje się wśród pól uprawnych, tuż przy drodze z Krośnicy do Sromowiec Wyżnych. Zbudowane jest ze skał węglanowych i całkowicie zalesione. U wschodnich podnóży, przy szosie murowana figurka. Sołtysia Skała znajduje się poza obszarem Pienińskiego Parku Narodowego.
W północnym kierunku powyżej Sołtysiej Skały znajduje się wśród pól jeszcze jedno, również samotne wzniesienie Pulsztyn (613 m).
Sołtysia Skała znajduje się w Sromowcach Wyżnych w województwie małopolskim, w powiecie nowotarskim, w gminie Czorsztyn. W 2012 r. na Sołtysiej Skale wykonano ukrytą wśród drzew drogę krzyżową. Jest to tzw. Sromowiecka Kalwaria.